# 台湾電視公司
台湾電視公司（たいわんでんしこうし）は中華民国（台湾）で初めて設立された地上波テレビ放送局。略称は「台視」、「TTV」。英称は「Taiwan Television Enterprise, Ltd.」。日本では「台湾テレビ」と表記する場合が多い。中国電視公司、中華電視公司と並ぶ同国の三大老舗テレビ局（zh:老三台）のひとつ。

## 沿革
- 1961年2月28日 - 「台湾電視事業準備委員会」設立[1]。
- 1962年4月28日 - 台湾省政府とフジテレビ、NEC、東芝、日立などの日本企業の共同出資により設立される[5]。初代の董事長（会長）は林柏寿、総経理（社長）は周天翔[6]。資本金は3000万台湾元であった[7]。
- 1962年10月10日 - 蔣介石夫人[8]である宋美齢が放送開始のボタンを押し、正式開局する[1]。
- 1969年9月7日 - カラー放送開始[1]。
- 1978年4月27日 - 子会社「台視文化公司」設立[1]。
- 1979年4月27日 - 中視、華視との共同投資により「国際視聴伝播公司」設立。
- 1984年2月10日 - アメリカ合衆国子会社の「台視美国公司」設立（1989年に廃止）。
- 1990年4月28日 - コーポレートアイデンティティ導入。ロゴマークとマスコット「台視赤ちゃん(台視寶寶)」（一代目）が誕生する。
- 1992年1月1日 - 中視、華視とともにステレオ放送と二か国語放送開始。
- 1998年3月25日 - 公式ウェブサイト運用開始。
- 1998年7月13日 - 中華民国財政部が台視の株式公開を承認する。
- 1999年11月30日 - ISO9002の認証を取得する[1]。
- 2000年8月13日 - 頼国洲が董事長、胡元輝が総経理に就任する。
- 2000年11月15日 - 「マルチチャンネル、マルチメディア、マルチパス」を目標に掲げる。

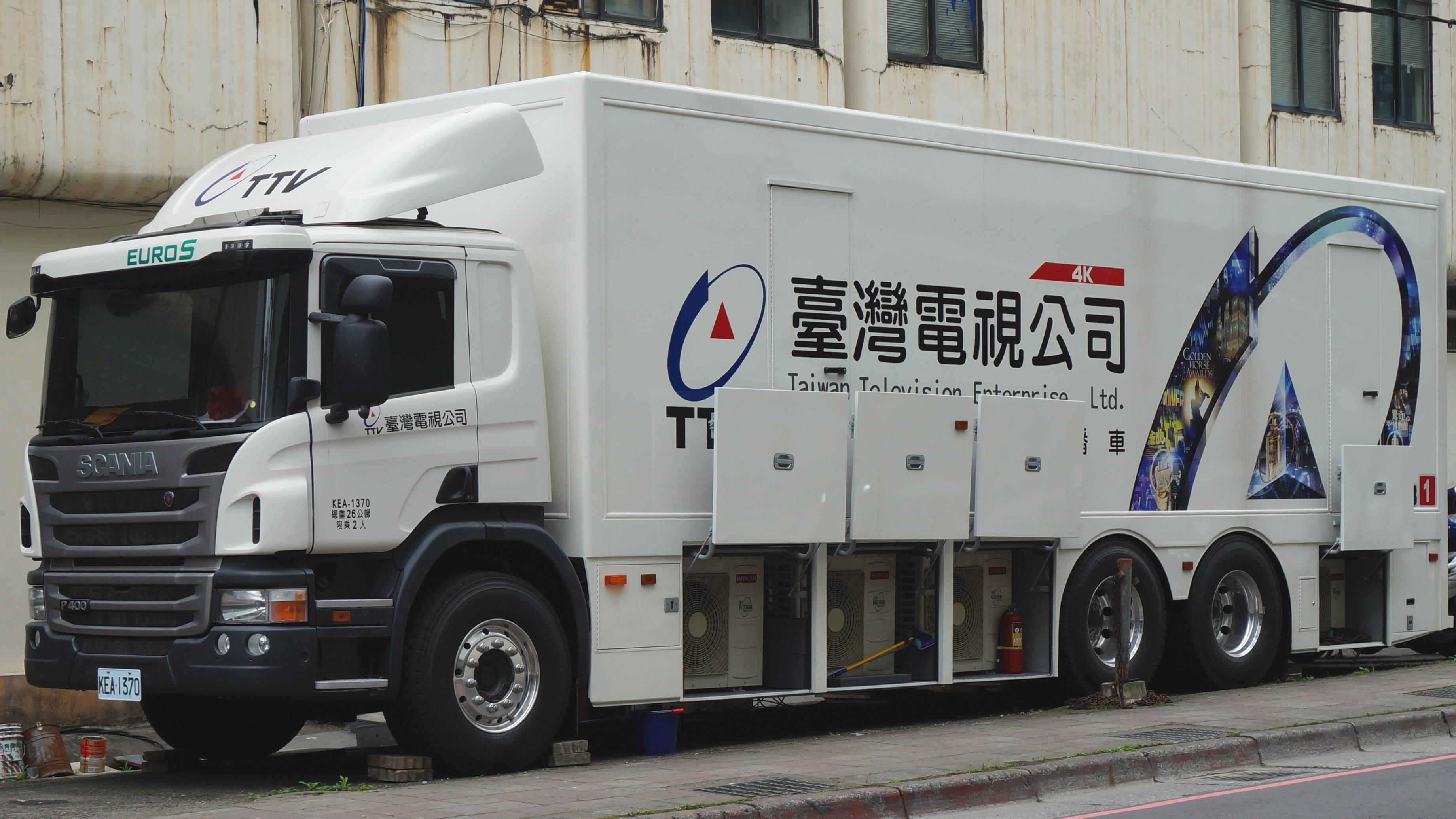
台視中継車

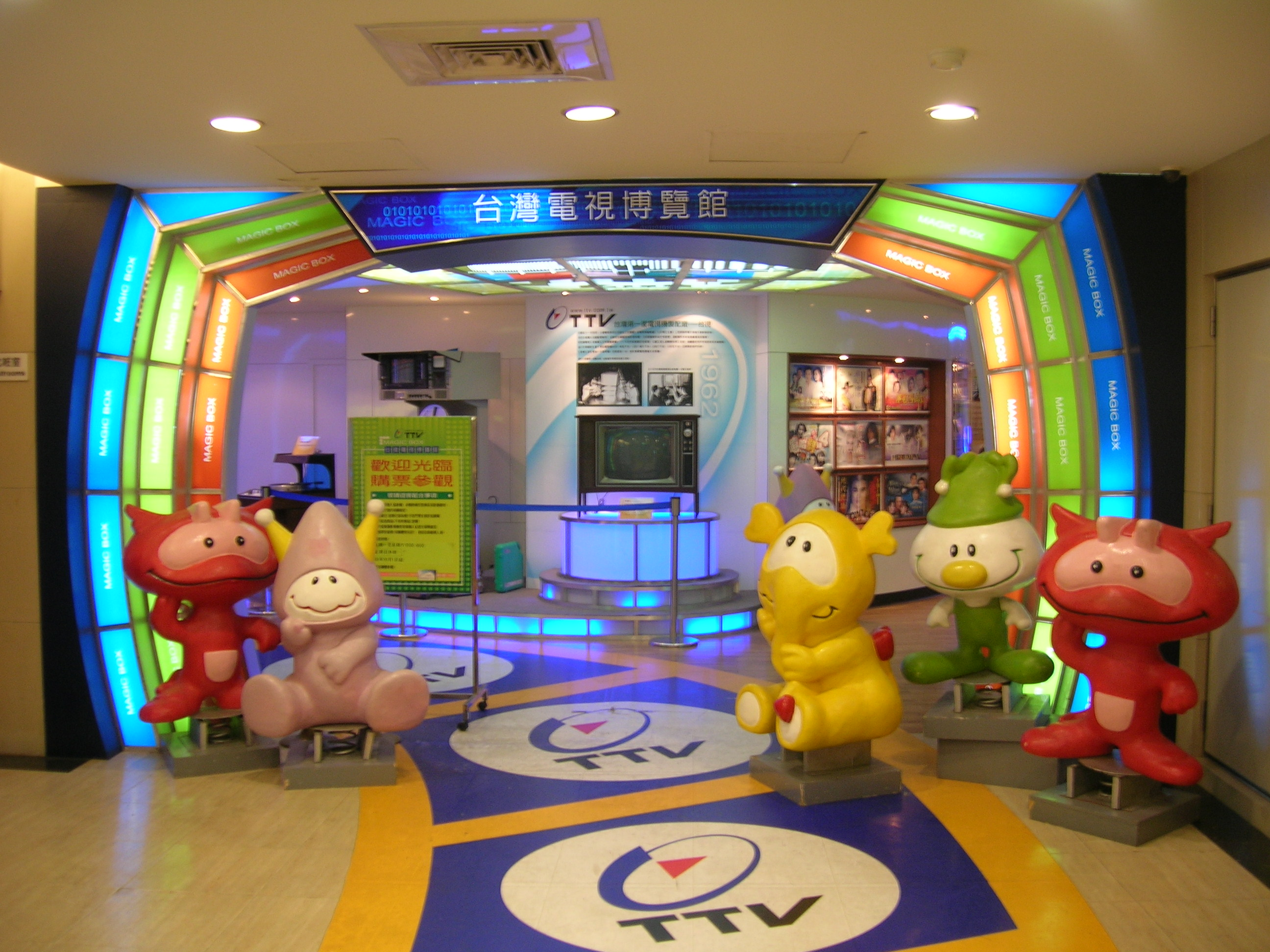
台視赤ちゃん - Lucky Four（台視赤ちゃん二代目）

- 2001年1月1日 - 「台視赤ちゃん」に変わり「台視赤ちゃん - Lucky Four」が新しいマスコットになる。
- 2002年 - 胡元輝が総経理を辞任（中央通訊社社長に就任）、行政院公平交易委員会（日本の公正取引委員会に相当）主任委員の鄭優が総経理を引き継ぐ。
- 2006年1月3日 - 政府保有株を民間に売却することが決定され、民営化の道を進むことになる。
- 2006年4月28日 - 2006年を「台視民営化元年」にすることを宣言する。
- 2007年 - 日立が保有していた台視株を非凡電視台に売却。
- 2012年7月21日 - 地上波ハイビジョンチャンネル「台視HD台」放送開始。

## チャンネル
- 台視メインチャンネル（台視主頻）
- ニュースチャンネル（台視新聞台（中国語版））
- 経済チャンネル（台視財経台）
- 総合チャンネル（台視綜合台（中国語版））

## 主な番組
- 五燈獎（1965年 - 1998年） - 勝ち抜き形式の歌謡コンテスト。台湾のテレビ史上最長寿番組。田辺製薬（現田辺三菱製薬）の台湾子会社(台灣田邊製藥股份有限公司)の一社提供。
- 群星會（1962年 - 2006年) - 台湾テレビ史上初の音楽番組。中断期間があるため、最長寿番組ではない。
- 傅培梅時間 (1962年 - 2002年) - 料理人・料理研究家傅培梅の料理番組。
- 我愛紅娘（1982年 - 1993年) - 台湾の代表的な恋愛バラエティ番組。
- 天天開心（1987年 - 2000年） - 台湾語のバラエティ番組。
- 龍兄虎弟（1993年 - 2000年） - 兄弟が司会の大型バラエティ番組。
- 八千里路雲和月 （1989年 - ） - 中国大陸の風土を紹介する番組。
- 鑽石夜総会（2007年 - ） - 若者向けバラエティ番組。
- 超級巨星紅白藝能大賞（2010年 - ） - 毎年除夕に6時間超にわたって放送される大型特別番組。台湾版紅白歌合戦といわれることもある。

### ドラマ
- 星星知我心（1983年） - 癌の母の死を乗り越えて生きる5人の兄弟姉妹の物語。
- 台湾百合（2004年） - 二・二八事件を描いたドラマ。
- 微笑Pasta（2006年） - 王心凌と張棟樑が主演のドラマ。三立電視との合作。

### アニメ
表記：#は2か国語放送。

#### 放送中
- #クレヨンしんちゃん - 『蠟筆小新』という名で放送。
- #ONE PIECE - 『航海王』という名で放送。

#### 日本製作（本放送順）

##### 1970年代
- リボンの騎士 - 『寶馬王子』というタイトルで放送。海外輸出用英語吹替版。
- ジャングル大帝 - 『小獅王』というタイトルで放送。海外輸出版。
- 新ジャングル大帝 進めレオ! - 『大獅王』というタイトルで放送。海外輸出版。
- 山ねずみロッキーチャック - 『小山鼠』というタイトルで放送。
- みつばちマーヤの冒険 - 『蜜蜂歷險記』というタイトルで放送。
- 草原の少女ローラ - 『彩虹妹妹』というタイトルで放送。
- アルプスの少女ハイジ - 『小天使』というタイトルで放送。
- 小さなバイキング  ビッケ - 『北海小英雄』というタイトルで放送。
- 星の子チョビン - 『星星王子』というタイトルで放送。
- ハックルベリィの冒険 - 『頑童歷險記』というタイトルで放送。
- ピコリーノの冒険 - 『木偶奇遇記』というタイトルで放送。
- 魔女っ子メグちゃん - 『小仙女』というタイトルで放送。
- シートン動物記 くまの子ジャッキー - 『頑皮熊』というタイトルで放送。
- ペリーヌ物語 - 『小英的故事』というタイトルで放送。
- ガンバの冒険 - 『小老鼠歷險記』というタイトルで放送。
- ドン・チャック物語(第2期) - 『丁丁與平平』というタイトルで放送。
- シートン動物記 りすのバナー - 『小松鼠』というタイトルで放送。
- キリン名曲ロマン劇場 - 『童話世界』というタイトルで放送。
- キャプテンフューチャー - 『太空突擊隊』というタイトルで放送。

##### 1980年代
- 円卓の騎士物語 燃えろアーサー - 『圓桌武士』というタイトルで放送(続編『燃えろアーサー 白馬の王子』と連続放送)。
- グロイザーX - 『無敵太空船』というタイトルで放送。
- 宇宙大帝ゴッドシグマ - 『神勇戰士』というタイトルで放送。
- こぐまのミーシャ - 『可愛的小熊』というタイトルで放送。
- 海のトリトン - 『小飛龍』というタイトルで放送。(放送局違いの再放送、打ち切り)
- 花の子ルンルン - 『花仙子』というタイトルで放送。
- 愛の学校クオレ物語 - 『小時候』というタイトルで放送。
- 南の虹のルーシー - 『可愛的露西』というタイトルで放送。
- ハニーハニーのすてきな冒険 - 『甜蜜姑娘』というタイトルで放送。
- アニメ三銃士 - 『三劍客』というタイトルで放送。
- ムーの白鯨 - 『大白鯨』というタイトルで放送。
- アルプス物語わたしのアンネット - 『妮妮與安安』というタイトルで放送。
- ピュア島の仲間たち - 『南海仙島』というタイトルで放送。
- レディジョージィ - 『喬琪姑娘』というタイトルで放送。
- ゼロテスター - 『英勇無敵號』というタイトルで放送。
- 魔法の妖精ペルシャ - 『貝露莎』というタイトルで放送。
- 太陽の使者 鉄人28号 - 『鐵超人』というタイトルで放送。
- 特装機兵ドルバック - 『超時空騎兵』というタイトルで放送。
- 機動警察パトレイバー(テレビシリーズ) - 『機動警察』というタイトルで放送。
- 絶対無敵ライジンオー - 『絕對無敵雷神王』という名で放送。
- 百獣王ゴライオン - 『聖戰士』という名で放送。(海外輸出版《ボルトロン》、前期)
- 機甲艦隊ダイラガーXV - 『聖戰士』という名で放送。(海外輸出版《ボルトロン》、後期)
- 未来ロボ ダルタニアス - 『巨獸王』という名で放送。(打ち切り)

##### 1990年代～2010年代
- SLAM DUNK - 『灌籃高手』という名で放送。(原則、2か国語放送[9]。しかし、2007年放送時、音声は中国語のみ。2013年夏再放送時も同じ。)
- ドラえもん - 『哆啦A夢』という名で放送。
- ちびまる子ちゃん - 『櫻桃小丸子』という名で放送。
- 天空戦記シュラト - 『天空戰記』という名で放送。
- 赤い光弾ジリオン - 『星戰英豪』という名で放送。
- 光速電神アルベガス - 中国語タイトル不明
- 魔法のアイドルパステルユーミ - 『阿美阿美』というタイトルで放送。
- 子鹿物語 - 『小頑童』という名で放送。
- 星銃士ビスマルク - 『宇宙奇兵』というタイトルで放送。(海外輸出版《Saber Rider and the Star Sheriffs》）
- らんま1/2 - 『亂馬1/2』という名で放送。
- ドラゴンボール - 『七龍珠』という名で放送。
- ドラゴンボール改 - 『七龍珠改』という名で放送。
- うる星やつら - 『福星小子』という名で放送。
- YAIBA - 『九龍珠』という名で放送。
- 炎の闘球児 ドッジ弾平 - 『鬥球兒彈平』という名で放送。
- モジャ公 - 『宇宙小毛球』という名で放送。
- きんぎょ注意報! - 『魔力小金魚』という名で放送。
- とんでぶーりん - 『飛天少女豬』という名で放送。
- ムカムカパラダイス - 『家有賤龍』という名で放送。
- キャプテン翼 - 『足球小子』という名で放送。
- 飛べ!イサミ - 『伊沙米大冒險』という名で放送。
- 忍者ハットリくん - 『忍者小叮噹』という名で放送。
- ツヨシしっかりしなさい - 『振作一下』という名で放送。
- マッハGoGoGo(1997年版) - 『麥哈GO GO GO』という名で放送。
- 逮捕しちゃうぞ - 『逮捕令』という名で放送。
- アニマル横町-『動物橫町』という名で放送。
- 焼きたて!!ジャぱん - 『烘焙王』という名で放送。
- アイシールド21 - 『光速蒙面俠21』という名で放送。
- ブラック・ジャック - 『怪醫黑傑克』という名で放送。
- 金色のガッシュ!! - 『魔法少年賈修』という名で放送。
- 結界師 - （日本語と同タイトル）
- 家庭教師ヒットマンREBORN! - 『家庭教師HITMAN REBORN!』という名で放送。
- 冒険王ビィト - 『少年冒険王畢特』という名で放送。
- HUNTER×HUNTER - 1999年版は『HUNTER獵人』という名で放送。2011年版は『新獵人』という名で放送。
- デジタルモンスター - 『數碼寶貝』という名で放送。
- FAIRY TAIL - 『魔導少年』という名で放送。
- べるぜバブ - 『惡魔奶爸』という名で放送。
- トリコ - 『美食獵人』という名で放送。
- ドキドキ!プリキュア - 『心跳加速! 光之美少女』という名で放送。
- ビーストサーガ - 『野獸傳奇』という名で放送。
- あたしンち - 『我們這一家』という名で放送。
- ダイヤのA - 『鑽石王牌』という名で放送。

##### 2020年代
- PUI PUI モルカー - 『PUI PUI 天竺鼠車車』という名で放送。週32回も放送されるほど人気を博していた。[10]
- 葬送のフリーレン - 『葬送的芙莉蓮』という名で放送。

#### 日台合作
- 魔豆奇伝パンダリアン - 『魔豆傳奇』という名で放送。

#### 日仏合作
- 宇宙伝説ユリシーズ31 - 『太空神話』という名で放送。

#### 日米合作
- マイティ・オーボッツ - 『戰鬥王』という名で放送。
- バイオニックシックス - 『無敵六超人』という名で放送。
- スパイラルゾーン - 『旋風勇士』という名で放送。
- MASK - 『神龍特攻隊』という名で放送。
- The Adventures of the Galaxy Rangers - 『銀河騎士』という名で放送。

#### アメリカ製作
- She-Ra: Princess of Power - 1985年、『神力女超人』というタイトルで放送。

### ニュース
- 台視晩間新聞 - 19時台のニュース番組。前身番組は1962年の開局時にスタートし、報道番組としては台湾で最も歴史が長いもののひとつ。

## 主要株主
2007年現在（括弧内は株式の所有割合）
1. 台湾銀行 (14.37%)
2. 台湾土地銀行 (7.25%)
3. 第一銀行 (台湾) (7.25%)
4. 華南銀行 (7.25%)
5. 彰化銀行 (7.25%)
6. 永豊銀行（旧台北国際商業銀行） (4.84%)
7. 台湾水泥股份有限公司 (4.84%)
8. 株式会社東芝 (4.84%)
9. 日本電気株式会社 (4.84%)
10. 株式会社フジテレビジョン (4.84%)
11. 黄崧（非凡電視台創立者） (4.84%)
12. 合作金庫銀行 (4.02%)

## 姉妹局
- フジテレビ
- MBC
- NBC
- RTR